# Scott Walker (polityk)
Scott Walker, właśc. Scott Kevin Walker (ur. 2 listopada 1967 w Colorado Springs, Kolorado) – amerykański polityk, gubernator stanu Wisconsin w latach 2011-2019, członek Partii Republikańskiej.